# Senatori della XVI legislatura della Repubblica Italiana
Questo elenco riporta i nomi dei senatori della XVI legislatura della Repubblica Italiana dopo le elezioni politiche del 2008.

## Presidente del Senato della Repubblica
Eletto il 28 aprile 2008 Presidente del Senato della Repubblica è il senatore Renato Schifani.
Vicepresidenti del Senato della Repubblica sono i senatori Rosy Mauro (Gruppo misto, ex Lega Nord), Domenico Nania (Popolo della Libertà), Vannino Chiti (Partito Democratico) e Emma Bonino (Partito Democratico componente Radicale).

## Riepilogo della composizione
| Gruppi                                                | Inizio | 2008 | 2009 | 2010 | 2011 | 2012 | Fine |
| ----------------------------------------------------- | ------ | ---- | ---- | ---- | ---- | ---- | ---- |
| Il Popolo della Libertà                               | 146    | 146  | 145  | 134  | 128  | 128  | 126  |
| Partito Democratico                                   | 119    | 118  | 114  | 110  | 106  | 106  | 104  |
| Lega Nord                                             | 26     | 26   | 26   | 26   | 25   | 25   | 22   |
| UdC, SVP e Autonomie                                  | 11     | 11   | 12   | 15   | 15   | 15   | 15   |
| ApI - FLI Per il Terzo Polo                           | -      | -    | -    | -    | 13   | 13   | 14   |
| Italia dei Valori                                     | 14     | 14   | 12   | 12   | 12   | 12   | 11   |
| Coesione Nazionale (Grande Sud-SI-PID-Il Buongoverno) | -      | -    | -    | -    | 12   | 12   | 13   |
| Futuro e Libertà per l'Italia                         | -      | -    | -    | 10   | -    | -    | -    |
| Gruppo misto                                          | 6      | 7    | 13   | 14   | 11   | 11   | 13   |
| • Movimento per l'Autonomia                           | 2      | 2    | 3    | 2    | 2    | 2    | 2    |
| • Partecipazione Democratica                          | -      | -    | -    | -    | 1    | 1    | 1    |
| • PRI                                                 | -      | -    | -    | -    | 1    | 1    | 1    |
| • Alleanza per l'Italia                               | -      | -    | 4    | 4    | -    | -    | -    |
| • Verso Nord                                          | -      | -    | -    | 1    | -    | -    | -    |
| • Non iscritti                                        | 4      | 5    | 6    | 7    | 7    | 7    | 9    |
| Totale                                                | 322    | 322  | 322  | 321  | 322  | 322  | 319  |

## Composizione storica
| Nominativo                         | Circoscrizione                          | Gruppo (lista)              |
| ---------------------------------- | --------------------------------------- | --------------------------- |
| Marilena Adamo                     | Lombardia                               | PD                          |
| Irene Aderenti                     | Lombardia                               | LN                          |
| Benedetto Adragna                  | Sicilia                                 | PD                          |
| Mauro Agostini                     | Umbria                                  | PD                          |
| Maria Elisabetta Alberti Casellati | Veneto                                  | PDL                         |
| Bruno Alicata                      | Sicilia                                 | PDL                         |
| Laura Allegrini                    | Lazio                                   | PDL                         |
| Silvana Amati                      | Marche                                  | PD                          |
| Paolo Amato                        | Toscana                                 | PDL                         |
| Francesco Maria Amoruso            | Puglia                                  | PDL                         |
| Giulio Andreotti                   | A vita                                  | UdC, SVP e Autonomie        |
| Alfonso Andria                     | Campania                                | PD                          |
| Maria Antezza                      | Basilicata                              | PD                          |
| Antonello Antinoro                 | Sicilia                                 | UdC, SVP e Autonomie (UdC)  |
| Teresa Armato                      | Campania                                | PD                          |
| Franco Asciutti                    | Umbria                                  | PDL                         |
| Giuseppe Astore                    | Molise                                  | IdV                         |
| Andrea Augello                     | Lazio                                   | PDL                         |
| Antonio Azzollini                  | Puglia                                  | PDL                         |
| Emanuela Baio Dossi                | Lombardia                               | PD                          |
| Alberto Balboni                    | Emilia-Romagna                          | PDL                         |
| Mario Baldassarri                  | Marche                                  | PDL                         |
| Massimo Baldini                    | Toscana                                 | PDL                         |
| Giuliano Barbolini                 | Emilia-Romagna                          | PD                          |
| Paolo Barelli                      | Lazio                                   | PDL                         |
| Fiorenza Bassoli                   | Lombardia                               | PD                          |
| Mariangela Bastico                 | Emilia-Romagna                          | PD                          |
| Antonio Battaglia                  | Sicilia                                 | PDL                         |
| Felice Belisario                   | Basilicata                              | IdV                         |
| Domenico Benedetti Valentini       | Umbria                                  | PDL                         |
| Filippo Berselli                   | Emilia-Romagna                          | PDL                         |
| Maria Teresa Bertuzzi              | Emilia-Romagna                          | PD                          |
| Giampaolo Bettamio                 | Emilia-Romagna                          | PDL                         |
| Francesco Bevilacqua               | Calabria                                | PDL                         |
| Dorina Bianchi                     | Calabria                                | PD                          |
| Enzo Bianco                        | Sicilia                                 | PD                          |
| Laura Bianconi                     | Emilia-Romagna                          | PDL                         |
| Franca Biondelli                   | Piemonte                                | PD                          |
| Tamara Blažina                     | Friuli-Venezia Giulia                   | PD                          |
| Lorenzo Bodega                     | Lombardia                               | LN                          |
| Rossana Boldi                      | Piemonte                                | LN                          |
| Sandro Bondi                       | Toscana                                 | PDL                         |
| Anna Cinzia Bonfrisco              | Veneto                                  | PDL                         |
| Emma Bonino                        | Piemonte                                | PD                          |
| Giorgio Bornacin                   | Liguria                                 | PDL                         |
| Gabriele Boscetto                  | Liguria                                 | PDL                         |
| Daniele Bosone                     | Lombardia                               | PD                          |
| Federico Bricolo                   | Veneto                                  | LN                          |
| Franco Bruno                       | Calabria                                | PD                          |
| Filippo Bubbico                    | Basilicata                              | PD                          |
| Patrizia Bugnano                   | Piemonte                                | IdV                         |
| Alessio Butti                      | Lombardia                               | PDL                         |
| Antonello Cabras                   | Sardegna                                | PD                          |
| Giuseppe Caforio                   | Puglia                                  | IdV                         |
| Luciano Cagnin                     | Veneto                                  | LN                          |
| Raffaele Calabrò                   | Campania                                | PDL                         |
| Roberto Calderoli                  | Lombardia                               | LN                          |
| Giacomo Caliendo                   | Lombardia                               | PDL                         |
| Battista Caligiuri                 | Calabria                                | PDL                         |
| Giulio Camber                      | Friuli-Venezia Giulia                   | PDL                         |
| Gianpiero Carlo Cantoni            | Lombardia                               | PDL                         |
| Giuliana Carlino                   | Lombardia                               | IdV                         |
| Anna Maria Carloni                 | Campania                                | PD                          |
| Gianrico Carofiglio                | Puglia                                  | PD                          |
| Valerio Carrara                    | Lombardia                               | PDL                         |
| Antonino Caruso                    | Lombardia                               | PDL                         |
| Esteban Juan Caselli               | Estero                                  | PDL                         |
| Francesco Casoli                   | Marche                                  | PDL                         |
| Felice Casson                      | Veneto                                  | PD                          |
| Roberto Castelli                   | Liguria                                 | LN                          |
| Maurizio Castro                    | Veneto                                  | PDL                         |
| Stefano Ceccanti                   | Piemonte                                | PD                          |
| Roberto Centaro                    | Sicilia                                 | PDL                         |
| Mauro Ceruti                       | Lombardia                               | PD                          |
| Franca Chiaromonte                 | Campania                                | PD                          |
| Vannino Chiti                      | Toscana                                 | PD                          |
| Carlo Chiurazzi                    | Basilicata                              | PD                          |
| Carlo Azeglio Ciampi               | A vita                                  | Misto                       |
| Giuseppe Ciarrapico                | Lazio                                   | PDL                         |
| Angelo Maria Cicolani              | Lazio                                   | PDL                         |
| Ombretta Colli                     | Lombardia                               | PDL                         |
| Giovanni Collino                   | Friuli-Venezia Giulia                   | PDL                         |
| Emilio Colombo                     | A vita                                  | UdC, SVP e Autonomie        |
| Romano Comincioli                  | Lombardia                               | PDL                         |
| Luigi Compagna                     | Campania                                | PDL                         |
| Barbara Contini                    | Campania                                | PDL                         |
| Gennaro Coronella                  | Campania                                | PDL                         |
| Lionello Cosentino                 | Lazio                                   | PD                          |
| Francesco Cossiga                  | A vita                                  | UdC, SVP e Autonomie        |
| Rosario Giorgio Costa              | Puglia                                  | PDL                         |
| Vladimiro Crisafulli               | Sicilia                                 | PD                          |
| Salvatore Cuffaro                  | Sicilia                                 | UdC, SVP e Autonomie (UdC)  |
| Cesare Cursi                       | Lazio                                   | PDL                         |
| Mauro Cutrufo                      | Lazio                                   | PDL                         |
| Antonio D'Alì                      | Sicilia                                 | PDL                         |
| Giampiero D'Alia                   | Sicilia                                 | UdC, SVP e Autonomie (UdC)  |
| Gerardo D'Ambrosio                 | Lombardia                               | PD                          |
| Luigi D'Ambrosio Lettieri          | Puglia                                  | PDL                         |
| Michelino Davico                   | Piemonte                                | LN                          |
| Candido De Angelis                 | Lazio                                   | PDL                         |
| Paolo De Castro                    | Puglia                                  | PD                          |
| Cristiano De Eccher                | Trentino-Alto Adige (Rovereto)          | PDL                         |
| Diana de Feo                       | Campania                                | PDL                         |
| Sergio De Gregorio                 | Campania                                | PDL                         |
| Stefano De Lillo                   | Lazio                                   | PDL                         |
| Vincenzo De Luca                   | Campania                                | PD                          |
| Luigi De Sena                      | Calabria                                | PD                          |
| Gianpiero De Toni                  | Lombardia                               | IdV                         |
| Mauro Del Vecchio                  | Lazio                                   | PD                          |
| Silvia Della Monica                | Toscana                                 | PD                          |
| Roberto Della Seta                 | Piemonte                                | PD                          |
| Marcello Dell'Utri                 | Lombardia                               | PDL                         |
| Mariano Delogu                     | Sardegna                                | PDL                         |
| Ulisse Di Giacomo                  | Molise                                  | PDL                         |
| Roberto Di Giovan Paolo            | Lazio                                   | PD                          |
| Leopoldo Di Girolamo               | Umbria                                  | PD                          |
| Nicola Di Girolamo                 | Estero                                  | PDL                         |
| Aniello Di Nardo                   | Campania                                | IdV                         |
| Fabrizio Di Stefano                | Abruzzo                                 | PDL                         |
| Egidio Digilio                     | Basilicata                              | PDL                         |
| Lamberto Dini                      | Lazio                                   | PDL                         |
| Sergio Divina                      | Trentino-Alto Adige (Trento)            | LN                          |
| Franca Donaggio                    | Veneto                                  | PD                          |
| Lucio D'Ubaldo                     | Lazio                                   | PD                          |
| Giuseppe Esposito                  | Campania                                | PDL                         |
| Vincenzo Fasano                    | Campania                                | PDL                         |
| Claudio Fazzone                    | Lazio                                   | PDL                         |
| Mario Ferrara                      | Sicilia                                 | PDL                         |
| Alberto Filippi                    | Veneto                                  | LN                          |
| Marco Filippi                      | Toscana                                 | PD                          |
| Anna Finocchiaro                   | Emilia-Romagna                          | PD                          |
| Anna Rita Fioroni                  | Umbria                                  | PD                          |
| Giuseppe Firrarello                | Sicilia                                 | PDL                         |
| Maurizio Fistarol                  | Veneto                                  | PD                          |
| Salvo Fleres                       | Sicilia                                 | PDL                         |
| Andrea Fluttero                    | Piemonte                                | PDL                         |
| Marco Follini                      | Campania                                | PD                          |
| Cinzia Maria Fontana               | Lombardia                               | PD                          |
| Roberto Formigoni                  | Lombardia                               | PDL                         |
| Antonio Fosson                     | Aosta                                   | UdC, SVP e Autonomie (UV)   |
| Paolo Franco                       | Veneto                                  | LN                          |
| Vittoria Franco                    | Toscana                                 | PD                          |
| Giancarlo Galan                    | Veneto                                  | PDL                         |
| Vincenzo Galioto                   | Sicilia                                 | PDL                         |
| Cosimo Gallo                       | Puglia                                  | PDL                         |
| Guido Galperti                     | Lombardia                               | PD                          |
| Pierfrancesco Emilio Romano Gamba  | Lombardia                               | PDL                         |
| Mariapia Garavaglia                | Veneto                                  | PD                          |
| Massimo Garavaglia                 | Lombardia                               | LN                          |
| Costantino Garraffa                | Sicilia                                 | PD                          |
| Mario Gasbarri                     | Lazio                                   | PD                          |
| Maurizio Gasparri                  | Lazio                                   | PDL                         |
| Antonio Gentile                    | Calabria                                | PDL                         |
| Maria Ida Germontani               | Emilia-Romagna                          | PDL                         |
| Rita Ghedini                       | Emilia-Romagna                          | PD                          |
| Enzo Ghigo                         | Piemonte                                | PDL                         |
| Mirella Giai                       | Estero                                  | UdC, SVP e Autonomie (MAIE) |
| Fabio Giambrone                    | Sicilia                                 | IdV                         |
| Paolo Giaretta                     | Veneto                                  | PD                          |
| Basilio Giordano                   | Estero                                  | PDL                         |
| Carlo Giovanardi                   | Emilia-Romagna                          | PDL                         |
| Pasquale Giuliano                  | Campania                                | PDL                         |
| Domenico Gramazio                  | Lazio                                   | PDL                         |
| Manuela Granaiola                  | Toscana                                 | PD                          |
| Luigi Grillo                       | Puglia                                  | PDL                         |
| Claudio Gustavino                  | Liguria                                 | PD                          |
| Pietro Ichino                      | Lombardia                               | PD                          |
| Maria Fortuna Incostante           | Campania                                | PD                          |
| Cosimo Izzo                        | Campania                                | PDL                         |
| Elio Lannutti                      | Veneto                                  | IdV                         |
| Nicola Latorre                     | Puglia                                  | PD                          |
| Cosimo Latronico                   | Basilicata                              | PDL                         |
| Raffaele Lauro                     | Campania                                | PDL                         |
| Maria Leddi                        | Piemonte                                | PD                          |
| Giovanni Legnini                   | Abruzzo                                 | PD                          |
| Giuseppe Leoni                     | Lombardia                               | LN                          |
| Rita Levi-Montalcini               | A vita                                  | Misto                       |
| Luigi Li Gotti                     | Emilia-Romagna                          | IdV                         |
| Simonetta Licastro Scardino        | Puglia                                  | PDL                         |
| Massimo Livi Bacci                 | Toscana                                 | PD                          |
| Giuseppe Lumia                     | Sicilia                                 | PD                          |
| Luigi Lusi                         | Liguria                                 | PD                          |
| Marina Magistrelli                 | Marche                                  | PD                          |
| Lucio Malan                        | Piemonte                                | PDL                         |
| Alfredo Mantica                    | Lombardia                               | PDL                         |
| Mario Mantovani                    | Lombardia                               | PDL                         |
| Angela Maraventano                 | Emilia-Romagna                          | LN                          |
| Pietro Marcenaro                   | Piemonte                                | PD                          |
| Andrea Marcucci                    | Toscana                                 | PD                          |
| Francesca Maria Marinaro           | Lazio                                   | PD                          |
| Franco Marini                      | Abruzzo                                 | PD                          |
| Ignazio Marino                     | Lazio                                   | PD                          |
| Mauro Maria Marino                 | Piemonte                                | PD                          |
| Alberto Maritati                   | Puglia                                  | PD                          |
| Ugo Martinat                       | Piemonte                                | PDL                         |
| Alfonso Mascitelli                 | Abruzzo                                 | IdV                         |
| Piergiorgio Massidda               | Sardegna                                | PDL                         |
| Altero Matteoli                    | Toscana                                 | PDL                         |
| Rosi Mauro                         | Lombardia                               | LN                          |
| Salvatore Mazzaracchio             | Puglia                                  | PDL                         |
| Sandro Mazzatorta                  | Lombardia                               | LN                          |
| Daniela Mazzuconi                  | Calabria                                | PD                          |
| Giuseppe Menardi                   | Piemonte                                | PDL                         |
| Vidmer Mercatali                   | Emilia-Romagna                          | PD                          |
| Alfredo Messina                    | Lombardia                               | PDL                         |
| Claudio Micheloni                  | Estero                                  | PD                          |
| Riccardo Milana                    | Lazio                                   | PD                          |
| Claudio Molinari                   | Trentino-Alto Adige (Rovereto)          | PD                          |
| Colomba Mongiello                  | Puglia                                  | PD                          |
| Enrico Montani                     | Piemonte                                | LN                          |
| Cesarino Monti                     | Lombardia                               | LN                          |
| Enrico Morando                     | Veneto                                  | PD                          |
| Carmelo Morra                      | Puglia                                  | PDL                         |
| Fabrizio Morri                     | Marche                                  | PD                          |
| Franco Mugnai                      | Toscana                                 | PDL                         |
| Roberto Mura                       | Lombardia                               | LN                          |
| Adriano Musi                       | Campania                                | PD                          |
| Enrico Musso                       | Liguria                                 | PDL                         |
| Domenico Nania                     | Sicilia                                 | PDL                         |
| Magda Negri                        | Piemonte                                | PD                          |
| Paolo Nerozzi                      | Veneto                                  | PD                          |
| Vincenzo Nespoli                   | Campania                                | PDL                         |
| Pasquale Nessa                     | Puglia                                  | PDL                         |
| Vincenzo Oliva                     | Sicilia                                 | Misto/MpA                   |
| Franco Orsi                        | Liguria                                 | PDL                         |
| Nitto Francesco Palma              | Calabria                                | PDL                         |
| Elio Massimo Palmizio              | Emilia-Romagna                          | PDL                         |
| Antonino Papania                   | Sicilia                                 | PD                          |
| Antonio Paravia                    | Campania                                | PDL                         |
| Pancho Pardi                       | Toscana                                 | IdV                         |
| Achille Passoni                    | Toscana                                 | PD                          |
| Andrea Pastore                     | Abruzzo                                 | PDL                         |
| Stefano Pedica                     | Lazio                                   | IdV                         |
| Carlo Pegorer                      | Friuli-Venezia Giulia                   | PD                          |
| Marcello Pera                      | Lazio                                   | PDL                         |
| Marco Perduca                      | Toscana                                 | PD                          |
| Flavio Pertoldi                    | Friuli-Venezia Giulia                   | PD                          |
| Oskar Peterlini                    | Trentino-Alto Adige (Bolzano)           | UdC, SVP e Autonomie (SVP)  |
| Lorenzo Piccioni                   | Piemonte                                | PDL                         |
| Filippo Piccone                    | Abruzzo                                 | PDL                         |
| Gilberto Pichetto Fratin           | Piemonte                                | PDL                         |
| Leana Pignedoli                    | Emilia-Romagna                          | PD                          |
| Sergio Pininfarina                 | A vita                                  | Misto                       |
| Roberta Pinotti                    | Liguria                                 | PD                          |
| Manfred Pinzger                    | Trentino-Alto Adige (Merano)            | UdC, SVP e Autonomie (SVP)  |
| Beppe Pisanu                       | Sardegna                                | PDL                         |
| Salvatore Piscitelli               | Marche                                  | PDL                         |
| Giovanni Pistorio                  | Sicilia                                 | Misto/MpA                   |
| Mario Pittoni                      | Friuli-Venezia Giulia                   | LN                          |
| Adriana Poli Bortone               | Puglia                                  | PDL                         |
| Francesco Pontone                  | Campania                                | PDL                         |
| Donatella Poretti                  | Puglia                                  | PD                          |
| Guido Possa                        | Lombardia                               | PDL                         |
| Giovanni Procacci                  | Puglia                                  | PD                          |
| Gaetano Quagliariello              | Toscana                                 | PDL                         |
| Luigi Ramponi                      | Veneto                                  | PDL                         |
| Nino Randazzo                      | Estero                                  | PD                          |
| Raffaele Ranucci                   | Lazio                                   | PD                          |
| Fabio Rizzi                        | Lombardia                               | LN                          |
| Maria Rizzotti                     | Piemonte                                | PDL                         |
| Giorgio Roilo                      | Lombardia                               | PD                          |
| Nicola Rossi                       | Marche                                  | PD                          |
| Paolo Rossi                        | Lombardia                               | PD                          |
| Antonio Rusconi                    | Lombardia                               | PD                          |
| Giacinto Russo                     | Campania                                | IdV                         |
| Francesco Rutelli                  | Umbria                                  | PD                          |
| Michele Saccomanno                 | Puglia                                  | PDL                         |
| Maurizio Sacconi                   | Veneto                                  | PDL                         |
| Maurizio Saia                      | Veneto                                  | PDL                         |
| Filippo Saltamartini               | Sardegna                                | PDL                         |
| Fedele Sanciu                      | Sardegna                                | PDL                         |
| Gian Carlo Sangalli                | Emilia-Romagna                          | PD                          |
| Francesco Sanna                    | Sardegna                                | PD                          |
| Giacomo Santini                    | Trentino-Alto Adige (Pergine Valsugana) | PDL                         |
| Giuseppe Saro                      | Friuli-Venezia Giulia                   | PDL                         |
| Carlo Sarro                        | Campania                                | PDL                         |
| Luciana Sbarbati                   | Sardegna                                | PD                          |
| Oscar Luigi Scalfaro               | A vita                                  | Misto                       |
| Gian Piero Scanu                   | Sardegna                                | PD                          |
| Aldo Scarabosio                    | Piemonte                                | PDL                         |
| Paolo Scarpa Bonazza Buora         | Veneto                                  | PDL                         |
| Renato Schifani                    | Sicilia                                 | PDL                         |
| Salvatore Sciascia                 | Lombardia                               | PDL                         |
| Luigi Scotti                       | Lombardia                               | PDL                         |
| Giancarlo Serafini                 | Lombardia                               | PDL                         |
| Anna Maria Serafini                | Sicilia                                 | PD                          |
| Achille Serra                      | Toscana                                 | PD                          |
| Cosimo Sibilia                     | Campania                                | PDL                         |
| Silvio Sircana                     | Campania                                | PD                          |
| Albertina Soliani                  | Emilia-Romagna                          | PD                          |
| Ada Spadoni Urbani                 | Umbria                                  | PDL                         |
| Vincenzo Speziali                  | Calabria                                | PDL                         |
| Raffaele Stancanelli               | Sicilia                                 | PDL                         |
| Piergiorgio Stiffoni               | Veneto                                  | LN                          |
| Marco Stradiotto                   | Veneto                                  | PD                          |
| Paolo Tancredi                     | Abruzzo                                 | PDL                         |
| Helga Thaler Ausserhofer           | Trentino-Alto Adige (Bressanone)        | UdC, SVP e Autonomie (SVP)  |
| Oreste Tofani                      | Lazio                                   | PDL                         |
| Salvatore Tomaselli                | Puglia                                  | PD                          |
| Antonio Tomassini                  | Lombardia                               | PDL                         |
| Giorgio Tonini                     | Marche                                  | PD                          |
| Giovanni Torri                     | Emilia-Romagna                          | LN                          |
| Achille Totaro                     | Toscana                                 | PDL                         |
| Tiziano Treu                       | Lombardia                               | PD                          |
| Gianvittore Vaccari                | Veneto                                  | LN                          |
| Giuseppe Valditara                 | Lombardia                               | PDL                         |
| Giuseppe Valentino                 | Calabria                                | PDL                         |
| Gianpaolo Vallardi                 | Veneto                                  | LN                          |
| Armando Valli                      | Lombardia                               | LN                          |
| Umberto Veronesi                   | Lombardia                               | PD                          |
| Sergio Vetrella                    | Campania                                | PDL                         |
| Simona Vicari                      | Sicilia                                 | PDL                         |
| Guido Viceconte                    | Basilicata                              | PDL                         |
| Pasquale Viespoli                  | Campania                                | PDL                         |
| Riccardo Villari                   | Campania                                | PD                          |
| Luigi Vimercati                    | Lombardia                               | PD                          |
| Vincenzo Maria Vita                | Lazio                                   | PD                          |
| Walter Vitali                      | Emilia-Romagna                          | PD                          |
| Carlo Vizzini                      | Sicilia                                 | PDL                         |
| Luigi Zanda                        | Lazio                                   | PD                          |
| Valter Zanetta                     | Piemonte                                | PDL                         |
| Sergio Zavoli                      | Emilia-Romagna                          | PD                          |

## Surrogazione dei candidati plurieletti
Di seguito i senatori plurieletti in più circoscrizioni e i relativi senatori surroganti.
| Lista | Plurieletto         | Opzione        | Surrogante               | Circoscrizione        |
| ----- | ------------------- | -------------- | ------------------------ | --------------------- |
| IdV   | Giuseppe Astore     | Molise         | Gianpiero De Toni        | Lombardia             |
| IdV   | Felice Belisario    | Basilicata     | Giuseppe Caforio         | Puglia                |
| LN    | Roberto Calderoli   | Lombardia      | Rossana Boldi            | Piemonte              |
| LN    | Roberto Calderoli   | Lombardia      | Mario Pittoni            | Friuli-Venezia Giulia |
| LN    | Roberto Castelli    | Liguria        | Irene Aderenti           | Lombardia             |
| LN    | Roberto Castelli    | Liguria        | Angela Maraventano       | Emilia-Romagna        |
| PD    | Anna Finocchiaro    | Emilia-Romagna | Francesca Maria Marinaro | Lazio                 |
| PD    | Mariapia Garavaglia | Veneto         | Roberto Di Giovan Paolo  | Lazio                 |
| PD    | Nicola Latorre      | Puglia         | Maria Antezza            | Basilicata            |
| PD    | Franco Marini       | Abruzzo        | Vincenzo Maria Vita      | Lazio                 |

## Modifiche intervenute

### Modifiche intervenute nella composizione del Senato
| Uscente                                 | Entrante                    | Data cessazione | Data subentro | Gruppo subentrante        |
| --------------------------------------- | --------------------------- | --------------- | ------------- | ------------------------- |
| Giancarlo Galan                         | Piero Longo                 | 29.04.2008      | 29.04.2008    | PDL                       |
| Roberto Formigoni                       | Riccardo Conti              | 04.06.2008      | 04.06.2008    | PDL                       |
| Antonello Antinoro                      | Salvatore Cintola           | 19.06.2008      | 24.06.2008    | UdC-SVP-Autonomie         |
| Luigi Scotti                            | Maria Alessandra Gallone    | 06.12.2008      | 09.12.2008    | PDL                       |
| Ugo Martinat                            | Tomaso Zanoletti            | 28.03.2009      | 31.03.2009    | PDL                       |
| Giovanni Collino                        | Vanni Lenna                 | 14.07.2009      | 14.07.2009    | PDL                       |
| Paolo De Castro                         | Alberto Tedesco             | 14.07.2009      | 14.07.2009    | PD                        |
| Salvatore Cintola (UDC-SVP-Autonomie)   | Sebastiano Burgaretta Aparo | 06.10.2009      | 06.10.2009    | Misto/MpA                 |
| Leopoldo Di Girolamo                    | Francesco Ferrante          | 04.11.2009      | 04.11.2009    | PD                        |
| Nicola Di Girolamo (PDL)                | Raffaele Fantetti           | 03.03.2010      | 03.03.2010    | Misto                     |
| Sergio Vetrella                         | Franco Cardiello            | 13.07.2010      | 14.07.2010    | PDL                       |
| Francesco Cossiga (UdC-SVP-Autonomie)   | –                           | 17.08.2010      | A vita        | –                         |
| Salvatore Cuffaro (UDC-SVP-Autonomie)   | Maria Giuseppa Castiglione  | 02.02.2011      | 03.02.2011    | Misto                     |
| Umberto Veronesi                        | Francesco Monaco            | 22.02.2011      | 22.02.2011    | PD                        |
| Romano Comincioli (PDL)                 | Antonio Del Pennino         | 14.06.2011      | 15.06.2011    | Misto                     |
| Raffaele Stancanelli (PDL)              | Nino Strano                 | 31.10.2011      | 02.11.2011    | ApI-FLI Per il Terzo Polo |
| –                                       | Mario Monti                 | –               | 09.11.2011    | Misto                     |
| Piergiorgio Massidda                    | Silvestro Ladu              | 21.12.2011      | 21.12.2011    | PDL                       |
| Oscar Luigi Scalfaro (Misto)            | –                           | 29.01.2012      | A vita        | –                         |
| Mario Gasbarri (PD)                     | Cristina De Luca            | 11.02.2012      | 15.02.2012    | ApI-FLI Per il Terzo Polo |
| Gianpiero Carlo Cantoni                 | Giacinto Boldrini           | 09.05.2012      | 10.05.2012    | PDL                       |
| Ombretta Colli                          | Giuseppe Milone             | 17.05.2012      | 22.05.2012    | PDL                       |
| Sergio Pininfarina (Misto)              | –                           | 03.07.2012      | A vita        | –                         |
| Cesarino Monti                          | Alessandro Vedani           | 22.07.2012      | 24.07.2012    | LN                        |
| Angelo Maria Cicolani                   | Anna Maria Mancuso          | 27.10.2012      | 30.10.2012    | PDL                       |
| Nino Strano (ApI-FLI Per il Terzo Polo) | Filippo Maria Drago         | 20.12.2012      | 21.12.2012    | Misto/Mpa                 |
| Rita Levi-Montalcini (Misto)            | –                           | 30.12.2012      | A vita        | –                         |
| Cecilia Donaggio                        | Sandro Spinello             | 01.01.2013      | 16.01.2013    | PD                        |

### Modifiche intervenute nella composizione dei gruppi

#### Il Popolo della Libertà
- In data 10.06.2009 lascia il gruppo Adriana Poli Bortone, che aderisce al gruppo misto/Io Sud.
- In data 21.07.2010 aderisce al gruppo Raffaele Fantetti, proveniente dal gruppo misto.
- In data 02.08.2010 lasciano il gruppo Mario Baldassarri, Barbara Contini, Candido De Angelis, Egidio Digilio, Maria Ida Germontani, Giuseppe Menardi, Francesco Pontone, Maurizio Saia, Giuseppe Valditara e Pasquale Viespoli, che aderiscono a Futuro e Libertà per l'Italia.
- In data 10.11.2010 lascia il gruppo Enrico Musso, che aderisce al gruppo misto.
- In data 14.12.2010 lascia il gruppo Vincenzo Galioto, che aderisce al gruppo UdC, SVP e Autonomie.
- In data 28.12.2010 aderisce al gruppo Sebastiano Burgaretta Aparo, proveniente dal Gruppo misto/Movimento per le Autonomie.
- In data 23.02.2011 aderisce al gruppo Francesco Pontone, proveniente da Futuro e Libertà per l'Italia.
- In data 01.03.2011 lasciano il gruppo Franco Cardiello, Valerio Carrara, Elio Massimo Palmizio e Salvatore Piscitelli, che aderiscono a Coesione Nazionale.
- In data 28.06.2011 aderisce al gruppo Dorina Bianchi, proveniente dal gruppo UdC, SVP e Autonomie.
- In data 20.07.2011 lasciano il gruppo Roberto Centaro, Mario Ferrara e Salvo Fleres, che aderiscono a Coesione Nazionale - Io Sud.
- In data 29.07.2011 aderiscono al gruppo Franco Cardiello e Elio Massimo Palmizio, provenienti da Coesione Nazionale-Io Sud-Forza del Sud.
- In data 04.11.2011 lascia il gruppo Carlo Vizzini, che aderisce al gruppo UdC, SVP e Autonomie.
- In data 08.02.2012 lascia il gruppo Elio Massimo Palmizio,che aderisce al gruppo Coesione Nazionale (Grande Sud-SI-PID-Il Buongoverno).

#### Partito Democratico
- In data 03.12.2008 lascia il gruppo Riccardo Villari, che aderisce al gruppo misto.
- In data 10.11.2009 lasciano il gruppo Claudio Gustavino e Francesco Rutelli, che aderiscono al gruppo misto/Alleanza per l'Italia.
- In data 08.12.2009 lascia il gruppo Dorina Bianchi, che aderisce al gruppo Udc, SVP e Autonomie.
- In data 21.12.2009 lascia il gruppo Franco Bruno, che aderisce al gruppo misto/Alleanza per l'Italia.
- In data 27.04.2010 lascia il gruppo Luciana Sbarbati, che aderisce al gruppo Udc, SVP e Autonomie.
- In data 28.09.2010 lascia il gruppo Achille Serra, che aderisce al gruppo Udc, SVP e Autonomie.
- In data 13.12.2010 lascia il gruppo Maurizio Fistarol, che aderisce al gruppo misto.
- In data 23.12.2010 lascia il gruppo Riccardo Milana, che aderisce al gruppo misto/Alleanza per l'Italia.
- In data 14.02.2011 lascia il gruppo Emanuela Baio Dossi, che aderisce al gruppo misto/Alleanza per l'Italia.
- In data 21.02.2011 lascia il gruppo Claudio Molinari, che aderisce al gruppo misto/Alleanza per l'Italia.
- In data 25.02.2011 lascia il gruppo Alberto Tedesco, che aderisce al gruppo misto.
- In data 13.04.2011 lascia il gruppo Nicola Rossi, che aderisce al gruppo misto.
- In data 09.02.2012 lascia il gruppo Luigi Lusi,che aderisce al gruppo misto).

#### Lega Nord
- In data 02.08.2011 lascia il gruppo Alberto Filippi, che aderisce al gruppo misto.
- In data 17.04.2012 lasciano il gruppo Lorenzo Bodega e Rosi Mauro, che aderisconoo al gruppo misto.

#### Italia dei Valori
- In data 09.11.2009 lascia il gruppo Giuseppe Astore, che aderisce al gruppo misto.
- In data 23.11.2009 lascia il gruppo Giacinto Russo, che aderisce al gruppo misto/Alleanza per l'Italia.

#### UdC, SVP e Autonomie
- In data 08.10.2009 aderisce al gruppo Adriana Poli Bortone, proveniente dal gruppo misto/Io Sud.
- In data 09.12.2009 aderisce al gruppo Dorina Bianchi, proveniente dal Partito Democratico.
- In data 28.04.2010 aderisce al gruppo Luciana Sbarbati, proveniente dal Partito Democratico.
- In data 30.08.2010 aderisce al gruppo Claudio Gustavino, proveniente dal gruppo misto/Alleanza per l'Italia.
- In data 29.09.2010 aderisce al gruppo Achille Serra, proveniente dal Partito Democratico.
- In data 14.12.2010 aderisce al gruppo Vincenzo Galioto, proveniente da Il Popolo della Libertà.
- In data 24.02.2011 aderisce al gruppo Maurizio Fistarol, proveniente dal gruppo misto/Verso Nord.
- In data 24.02.2011 aderisce al gruppo Enrico Musso, proveniente dal gruppo misto.
- In data 01.03.2011 lascia il gruppo Adriana Poli Bortone, che aderisce a Coesione Nazionale
- In data 27.06.2011 lascia il gruppo Dorina Bianchi, che aderisce a Il Popolo della Libertà.
- In data 04.11.2011 aderisce al gruppo Carlo Vizzini, proveniente da Il Popolo della Libertà.

#### Coesione Nazionale (Grande Sud - Socialisti Italiani - Popolari di Italia Domani - Il Buongoverno)
- In data 02.03.2011 si costituisce il gruppo Coesione Nazionale in seguito all'adesione di Franco Cardiello, Valerio Carrara, Elio Massimo Palmizio e Salvatore Piscitelli, provenienti da Il Popolo della Libertà; Giuseppe Menardi, Maurizio Saia e Pasquale Viespoli, provenienti da Futuro e Libertà per l'Italia; Maria Giuseppa Castiglione, proveniente dal gruppo misto/I Popolari di Italia Domani; Adriana Poli Bortone, proveniente dall'UdC-SVP e Autonomie; Riccardo Villari, proveniente dal gruppo misto.
- In data 07.04.2011 il gruppo assume la denominazione di Coesione Nazionale - Io Sud.
- In data 21.07.2011 aderiscono al gruppo Roberto Centaro, Mario Ferrara e Salvo Fleres, provenienti da Il Popolo della Libertà.
- In data 27.07.2011 il gruppo assume la denominazione di Coesione Nazionale - Io Sud - Forza del Sud.
- In data 28.07.2011 lasciano il gruppo Franco Cardiello e Elio Massimo Palmizio, che aderiscono a Il Popolo della Libertà.
- In data 04.11.2011 aderisce al gruppo Alberto Filippi, proveniente dal gruppo misto.
- In data 25.01.2012 il gruppo assume la denominazione di Coesione Nazionale (Grande Sud-SI Sindaci-I Popolari di Italia Domani-Il Buongoverno-Fareitalia)
- In data 8.02.2012 aderisce al gruppo Elio Massimo Palmizio,proveniente dal gruppo Il Popolo della Libertà.

#### Futuro e Libertà per l'Italia
- In data 02.08.2010 si costituisce come gruppo a seguito dell'adesione di Mario Baldassarri, Barbara Contini, Candido De Angelis, Egidio Digilio, Maria Ida Germontani, Giuseppe Menardi, Francesco Pontone, Maurizio Saia, Giuseppe Valditara e Pasquale Viespoli, provenienti da Il Popolo della Libertà.
- In data 22.02.2011 lascia il gruppo Francesco Pontone, che aderisce a Il Popolo della Libertà.
- In data 01.03.2011 il gruppo si scioglie: Giuseppe Menardi, Maurizio Saia e Pasquale Viespoli aderiscono a Coesione Nazionale; Mario Baldassarri, Barbara Contini, Candido De Angelis, Egidio Digilio, Maria Ida Germontani e Giuseppe Valditara aderiscono al gruppo misto/Futuro e Libertà per l'Italia.

#### ApI-FLI Per il Terzo Polo
- In data 14.07.2011 si costituisce come gruppo autonomo a seguito dell'adesione di Emanuela Baio Dossi, Franco Bruno, Riccardo Milana, Claudio Molinari, Giacinto Russo e Francesco Rutelli, provenienti dal gruppo misto/Alleanza per l'Italia; Mario Baldassarri, Barbara Contini, Candido De Angelis, Egidio Digilio, Maria Ida Germontani e Giuseppe Valditara, provenienti dal gruppo misto/Futuro e Libertà per l'Italia.

#### Gruppo misto

##### Movimento per l'Autonomia
- In data 28.12.2010 lascia la componente Sebastiano Burgaretta Aparo, che aderisce a Il Popolo della Libertà.

##### Partecipazione Democratica
- In data 09.02.2011 si costituisce come componente del gruppo misto a seguito dell'adesione di Giuseppe Astore, proveniente dal gruppo misto.

##### Io Sud
- In data 11.06.2009 si costituisce come componente del gruppo misto in seguito all'adesione di Adriana Poli Bortone, proveniente da Il Popolo della Libertà.
- In data 07.09.2009 la componente si scioglie: Adriana Poli Bortone aderisce al gruppo UdC, SVP e Autonomie.

##### Alleanza per l'Italia
- In data 11.11.2009 si costituisce come componente del gruppo misto a seguito dell'adesione di Claudio Gustavino e Francesco Rutelli, provenienti dal Partito Democratico.
- In data 24.11.2009 aderisce alla componente Giacinto Russo, proveniente dall'Italia dei Valori.
- In data 21.12.2009 aderisce alla componente Franco Bruno, proveniente dal Partito Democratico.
- In data 29.08.2010 lascia la componente Claudio Gustavino, che aderisce al gruppo UdC, SVP e Autonomie.
- In data 23.12.2010 aderisce alla componente Riccardo Milana, proveniente dal Partito Democratico.
- In data 15.02.2011 aderisce alla componente Emanuela Baio, proveniente dal Partito Democratico.
- In data 22.02.2011 aderisce alla componente Claudio Molinari, proveniente dal Partito Democratico.
- In data 14.07.2011 la componente aderisce al gruppo ApI-FLI Per il Terzo Polo.

##### Verso Nord
- In data 22.12.2010 si costituisce come componente del gruppo misto a seguito dell'adesione di Maurizio Fistarol, proveniente dal gruppo misto.
- In data 03.02.2011 la componente si scioglie: Maurizio Fistarol aderisce al gruppo UdC, SVP e Autonomie.

##### I Popolari di Italia Domani
- In data 09.02.2011 si costituisce come componente del gruppo misto a seguito dell'adesione di Maria Giuseppa Castiglione, neoeletta.
- In data 01.03.2011 la componente si scioglie: Maria Giuseppa Castiglione aderisce a Coesione Nazionale

##### Futuro e Libertà per l'Italia
- In data 01.03.2011 si costituisce come componente del gruppo misto a seguito dell'adesione di Mario Baldassarri, Barbara Contini, Candido De Angelis, Egidio Digilio, Maria Ida Germontani e Giuseppe Valditara, provenienti da Futuro e Libertà per l'Italia.
- In data 14.07.2011 la componente aderisce al gruppo ApI-FLI Per il Terzo Polo.

##### Non iscritti
- In data 04.12.2008 aderisce al gruppo Riccardo Villari, proveniente dal Partito Democratico.
- In data 10.11.2009 aderisce alla componente Giuseppe Astore, proveniente dall'Italia dei Valori.
- In data 20.07.2010 esce dal gruppo Raffaele Fantetti, che aderisce a Il Popolo della Libertà.
- In data 10.11.2010 aderisce al gruppo Enrico Musso, proveniente da Il Popolo della Libertà.
- In data 13.12.2010 aderisce alla componente Maurizio Fistarol, proveniente dal Partito Democratico.
- In data 22.12.2010 lascia la componente Maurizio Fistarol, che aderisce alla componente Verso Nord.
- In data 09.02.2011 lascia la componente Giuseppe Astore, che aderisce alla componente Partecipazione Democratica.
- In data 09.02.2011 lascia la componente Maria Giuseppa Castiglione, che aderisce alla componente I Popolari di Italia Domani.
- In data 23.02.2011 lascia il gruppo Enrico Musso, che aderisce al gruppo UdC, SVP e Autonomie.
- In data 26.02.2011 aderisce al gruppo Alberto Tedesco, proveniente dal Partito Democratico.
- In data 01.03.2011 lascia il gruppo Riccardo Villari, che aderisce a Coesione Nazionale.
- In data 14.04.2011 aderisce alla componente Nicola Rossi, proveniente dal Partito Democratico.
- In data 03.08.2011 aderisce al gruppo Alberto Filippi, proveniente dalla Lega Nord.
- In data 04.11.2011 lascia il gruppo Alberto Filippi, che aderisce a Coesione Nazionale-Io Sud-Forza del Sud.
- In data 09.02.2012 aderisce al gruppo Luigi Lusi,proveniente dal gruppo Partito Democratico.
- In data 17.04.2012 aderiscono al gruppo Lorenzo Bodega e Rosi Mauro,provenienti dal gruppo Lega Nord.

## Organizzazione interna ai gruppi
| Gruppo                    | Presidente          | Vicepresidenti                                                         | Altre cariche                                      |
| ------------------------- | ------------------- | ---------------------------------------------------------------------- | -------------------------------------------------- |
| Il Popolo della Libertà   | - Maurizio Gasparri | Vicepresidente vicario: - Gaetano Quagliariello                        | –                                                  |
| Partito Democratico       | - Anna Finocchiaro  | - Felice Casson - Nicola Latorre Vicepresidente vicario: - Luigi Zanda | –                                                  |
| Lega Nord                 | - Federico Bricolo  | - Lorenzo Bodega - Sandro Mazzatorta                                   | –                                                  |
| Italia dei Valori         | - Felice Belisario  | - Fabio Giambrone                                                      | Segretario: - Giuliana Carlino                     |
| UdC, SVP e Autonomie      | - Giampiero D'Alia  | - Achille Serra Vicepresidente vicario: - Manfred Pinzger              | Segretario: - Antonio Fosson                       |
| Api-FLI per il Terzo Polo | - Francesco Rutelli | Vicepresidente vicario: - Candido De Angelis                           | Tesorieri: - Maria Ida Germontani - Giacinto Russo |
| Coesione Nazionale        | - Pasquale Viespoli | - Riccardo Villari                                                     | Tesoriere: - Salvatore Piscitelli                  |
| Misto                     | - Giovanni Pistorio | - Vincenzo Oliva                                                       | –                                                  |